# Kerry Group
Kerry Group è una multinazionale alimentare irlandese, operante nel campo degli ingredienti per l'industria e il produttore in genere.
In alcuni paesi europei è essa stessa produttrice di alimenti in genere (formaggi, carni ed elaborati di carne, salumi, snack, succhi e acque minerali).
In Italia è presente sia nel settore ingredienti funzionali che in quello degli aromi, come Kerry Ingredients and Flavours Italia S.p.A. nello stabilimento di Mozzo (Provincia di Bergamo).

## Sponsorizzazione
La principale sponsorizzazione della compagnia interessa il Kerry GAA, vale a dire la rappresentativa di sport gaelici della contea, la cui sezione di calcio gaelico è la più titolata all'All-Ireland Senior Football Championship e nella National Football League, le principali competizioni dello sport stesso.